# Báo và phát thanh, truyền hình Đà Nẵng
Báo và phát thanh, truyền hình Đà Nẵng là đơn vị sự nghiệp trực thuộc Thành ủy Đà Nẵng.

## Lịch sử
- Ngày 31 tháng 3 năm 1975: Đài Phát thanh Đà Nẵng phát trên sóng AM 702 KHz.
- Ngày 14 tháng 2 năm 1977: Phát sóng chương trình truyền hình đầu tiên lấy tên là Đài Truyền hình Đà Nẵng - DNTV, phát trên kênh 9 VHF và từ đó Đài Phát thanh Đà Nẵng đổi thành Đài Phát thanh Quảng Nam - Đà Nẵng.
- Ngày 1 tháng 1 năm 1997: Tỉnh Quảng Nam - Đà Nẵng được tách ra, Đài Phát thanh Quảng Nam - Đà Nẵng được đổi tên thành Đài Phát thanh - Truyền hình Đà Nẵng với tên gọi là DRT. Kênh DRT được phát sóng trên kênh 7.
- Ngày 03/02/1997: Bắt đầu phát tin tức trên sóng FM 106.0 MHz của Đài Tiếng nói Việt Nam. Thời lượng phát sóng 2 buổi: 05:00 đến 06:00 và 21:00 đến 21:05.
- Ngày 19/06/2002: Ra mắt kênh phát thanh FM 90.1 MHz.
- Ngày 13/02/2004: Ra mắt kênh 24 UHF theo quyết định số 192/2003/QĐ-BBCVT và tạm thời sử dụng kênh này để tiếp sóng kênh 7 VHF. Đồng thời Đài Phát thanh - Truyền hình Đà Nẵng thay đổi logo mới là DRT.
- Năm 2004, công ty truyền thông Ánh Bình Minh hợp tác sản xuất, hỗ trợ cho Đài PTTH Đà Nẵng.
- Ngày 02/09/2005: DRT tiếp sóng kênh HTV9 của Đài Truyền hình Thành phố Hồ Chí Minh trên kênh 24 UHF.
- Ngày 03/02/2006: Chính thức khai tử kênh FM 90.1 MHz.
- Ngày 05/05/2008: Ngừng phát kênh HTV9 trên kênh 24 UHF và quay lại kiểu phát sóng của năm 2004, đến 01/06/2008 thì đổi kênh 7 VHF là DRT1 và kênh 24 UHF là DRT2.
- Ngày 15/08/2008: Ngừng phát tin tức trên kênh FM 106.0 MHz của Đài Tiếng nói Việt Nam, chuyển giao AM 702 KHz cho Đài Phát thanh - Truyền hình Quảng Nam.
- Ngày 02/09/2008: Ra mắt kênh FM 96.3 MHz.
- Ngày 28/11/2009: Ra mắt trang web drt.danang.vn
- Ngày 01/11/2009: Tách 2 kênh DRT1 và DRT2 thành 2 kênh có nội dung riêng biệt. Kênh DRT1 là Kênh Thời sự - Chính trị - Tổng hợp và Kênh DRT2 là Kênh Thông tin - Khoa giáo - Giải trí.
- Ngày 29/03/2010: Nâng thời lượng phát sóng kênh FM 96.3 MHz lên 18h/ngày, trong đó tiếp âm đài Tiếng nói Việt Nam 4 buổi : 6h - 6h30, 12h - 13h, 18h - 19h và từ 22h - 24h cho đến năm 2013.
- Ngày 01/01/2011: Ra mắt trang web www.drtv.vn hoạt động dựa trên trang web drt.danang.vn hiện có.
- Ngày 04/04/2011: Khánh thành công trình nâng cấp chất lượng phát sóng, chuyển Trụ sở chính của Đài từ 33 Lê Lợi, quận Hải Châu sang đường Trần Hưng Đạo, quận Sơn Trà. Đồng thời nâng thời lượng phát sóng của kênh DRT1 lên 18h hằng ngày. Tuy nhiên kênh DRT2 trên hệ Analog vẫn giữ nguyên thời lượng phát sóng cũ đến sau Tết 2014.
- Ngày 01/05/2012: DRT2 bắt đầu tiếp sóng Thời sự VTV1.
- Ngày 01/07/2012: DRT1 được phát sóng trên vệ tinh do Công ty Nghe nhìn Toàn cầu  truyền dẫn.
- Ngày 01/01/2013: Chính thức dừng hoạt động trang web www.drtv.vn.
- Ngày 08/10/2013: Hợp tác với Đài Tiếng nói Nhân dân Thành phố Hồ Chí Minh tiếp sóng kênh FM 99,9 MHz trên sóng FM 96,3 MHz.
- Ngày 03/02/2014: Nâng thời lượng phát sóng kênh DRT2 hệ Analog lên 18/7.
- Ngày 29/03/2014: Phát kênh DRT1 trên sóng DVB-T2 của Đài Truyền hình Việt Nam và kênh 49 UHF tại bán đảo Sơn Trà.
- Ngày 31/03/2015: Kỷ niệm 40 năm Đài Phát thanh - Truyền hình Đà Nẵng lên sóng chính thức.
- Ngày 01/07/2015: Kênh DRT1 ngừng phát sóng trên hệ Analog.
- Ngày 01/11/2015: Kênh DRT2 ngừng phát sóng trên hệ Analog.
- Ngày 07/06/2016: Kênh DRT1 thay DRT2 tiếp sóng Thời sự VTV1
- Ngày 01/10/2016: Lên sóng kênh DRT2 theo chuẩn HD.
- Từ năm 2017: D.I.D TV không còn quản lý Đài Phát thanh - Truyền hình Đà Nẵng nhưng D.I.D vẫn cùng Đài quản lý DRT1 cho đến năm 2020. Hiện tại Đài được quản lý bởi UBND Thành phố Đà Nẵng.
- Ngày 30/04/2017: Nhân dịp kỷ niệm 42 năm ngày Giải phóng Miền Nam, kênh DRT2 HD trở lại việc tiếp sóng Thời sự VTV1.
- Ngày 01/06/2017: Cả hai kênh DRT1 và DRT2 được phát sóng 24/7.
- Từ ngày 01/10/2017 - 30/06/2018: Cả hai kênh DRT1 và DRT2 hoà sóng 2 buổi là từ 09:00 đến 09:09 và từ 23:10 đến 05:00 ngày hôm sau.
- Từ ngày 01/01/2018: Đài thay đổi logo mới là DaNangTV và ra mắt trang web danangtv.vn, hoạt động dựa trên trang web drt.danang.vn hiện có.
- Ngày 01/10/2018: 2 kênh DaNangTV1 HD và DaNangTV2 được phát sóng DVB-T2 trên kênh 36 của SDTV tại bán đảo Sơn Trà.
- Ngày 01/01/2019: Ngừng phát kênh DaNangTV1 trên hệ thống DVB-T2 của VTV kênh 49 UHF. Cùng thời điểm này, sóng FM 96,3 MHz chuyển thành 98,5 MHz
- Từ ngày 17/04/2025: Đài Phát thanh – Truyền hình Đà Nẵng hợp nhất với Báo Đà Nẵng thành Báo và Đài Phát thanh – Truyền hình Đà Nẵng.
- Từ ngày 01/07/2025: Báo và Đài Phát thanh – Truyền hình Đà Nẵng hợp nhất với Báo và Đài Phát thanh – Truyền hình Quảng Nam thành Báo và phát thanh, truyền hình Đà Nẵng và có logo mới là DNRT.

## Lãnh đạo
- Tổng Biên tập: Đoàn Xuân Hiếu
- Phó Tổng Biên tập: Hứa Văn Hải, Trần Thị Thu Thủy, Phan Văn Tấn, Hồng Quang Năm, Phạm Thị Mỹ Hạnh, Nguyễn Thanh Vũ

## Thời lượng phát sóng
- Truyền hình Đà Nẵng: 12:00 - 23:45 hàng ngày.
- DRT:
  - 1997-2001: 12:00 - 23:00 hàng ngày.
  - 2002-2008: 06:00 - 08:30, 11:00 - 13:00 và 17:00 - 23:10 T2 - T6; 06:00 - 23:10 T7 - CN.
- DRT1 
  - 2008 - 03/04/2011: 06:00 - 08:30, 11:00 - 13:00 và 17:00 - 23:10 T2 - T6; 06:00 - 23:10 T7 - CN.
  - 04/04/2011 - 31/05/2017: 06:00 - 24:00 hàng ngày.
- DRT2:
  - 2008-2009: 06:00 - 08:30, 11:00 - 13:00 và 17:00 - 23:10 T2 - T6; 06:00 - 23:10 T7 - CN.
  - 2009 - 02/02/2014, trên hệ Analog: 06:00 - 09:00, 11:00 - 14:00 và 17:00 - 23:10 T2 - T6; 06:00 - 23:10 T7 - CN.
  - 03/02/2014 - 31/05/2017: 06:00 - 24:00 hàng ngày.
- DRT1/DaNangTV1/DNRT1 - Từ ngày 01/06/2017: 24/7.
- DRT2/DaNangTV2/DNRT2 - Từ ngày 01/06/2017: 24/7.

## Hạ tầng phát sóng

### DNRT1
- VTVCab: Kênh 293/ Kênh 5
- SCTV: Kênh ngừng phát sóng
- HTVC: Kênh 126 / Kênh 99
- AVG: Kênh 93
- SDTV: Kênh 36 UHF tần số 594 MHz
- FPT Play: Kênh 132
- MyTV - VNPT: Kênh 431
- VTC: Kênh ngừng phát sóng
- Viettel TV: Kênh 215
- Truyền hình OTT: VieON, HTVC, FPT Play, MyTV, Clip TV, K+, VTVCab ON, TV360, DaNangTV App
- Truyền hình Vinasat-2

### DNRT2
- VTVCab: Kênh 294 / Kênh 6
- SCTV: Kênh DVB-T2 tại Đà Nẵng và các khu vực Việt Nam
- HTVC: Kênh 127
- SDTV: Kênh 36 UHF tần số 594 MHz
- FPT: Kênh 133
- MyTV - VNPT: Kênh 432
- Truyền hình OTT: VieON, HTVC, FPT Play, MyTV, DaNangTV App